# اس‌اس متئور (۱۸۹۶)
اس‌اس متئور (۱۸۹۶) (به انگلیسی: SS Meteor (1896)) یک کشتی است که طول آن ۳۸۰ فوت (۱۲۰ متر) می‌باشد. این کشتی در سال ۱۸۹۶ ساخته شد.